# Zonă moartă (film)
Zonă moartă (în engleză: The Dead Zone) este un film de groază/thriller american din 1983 bazat pe un roman omonim de Stephen King. Este regizat de David Cronenberg, în rolurile principale joacă actorii Christopher Walken, Martin Sheen și Tom Skerritt. Filmul prezintă un învățător, Johnny Smith (Walken), care își revine dintr-o comă pentru a-și da seama că a dobândit puteri psihice.

## Prezentare
În Castle Rock, Maine, Johnny Smith (Christopher Walken) se trezește dintr-o comă provocată de un accident de mașină și află că a pierdut cinci ani de viață, dar a câștigat totuși puteri psihice. Cunoscând ceea ce rezervă viitorul pare a fi un „cadou” la început, dar acest lucru sfârșește prin a provoca probleme...

## Distribuție
- Christopher Walken – Johnny Smith
- Brooke Adams – Sarah Bracknell
- Tom Skerritt – Sheriff Bannerman
- Herbert Lom – Dr. Sam Weizak
- Anthony Zerbe – Roger Stuart
- Colleen Dewhurst – Henrietta Dodd
- Martin Sheen – Greg Stillson
- Sean Sullivan – Herb Smith
- Julie-Ann Heathwood – Amy
- Raffi Tchalikian – Denny 1
- Nicholas Campbell – Frank Dodd
- Jackie Burroughs – Vera Smith
- Geza Kovacs – Sonny Elliman
- Roberta Weiss – Alma Frechette
- Ken Pogue – Vicepreședintele Statelor Unite

## Primire
Filmul a fost clasificat pe locul 51 în topul 100 Scariest Movie Moments realizat de Bravo.